# Crisami
Nella mitologia greca,  Crisami  era uno dei re di Coo.

## Il mito
Crisami possedeva molte pecore che amava, fra tutte la più bella fu rapita da un'anguilla gigantesca, un mostro marino che infestava le acque vicine. Il re non si perse d'animo, affrontò l'orribile creatura e vinse uccidendola. Al che la notte stessa il suo sonno fu tormentato da uno strano sogno, una voce gli diceva che doveva seppellire il mostro. Crisami non volle dare retta al sogno e ciò lo portò alla morte.